# Pempeliella alibotuschella
Pempeliella alibotuschella is een vlinder uit de familie snuitmotten (Pyralidae). De wetenschappelijke naam is voor het eerst geldig gepubliceerd in 1932 door Drenowski.
De soort komt voor in Europa.